# Meio ambiente e orientação sexual
A relação entre o ambiente e a orientação sexual é um tema de pesquisa. No estudo da orientação sexual, alguns pesquisadores distinguem as influências ambientais das influências hormonais, enquanto outros pesquisadores incluem influências biológicas, como os hormônios pré-natais. como parte das influências ambientais.
Os cientistas não sabem a causa exata da orientação sexual, mas teorizam que é o resultado de uma interação complexa de influências genéticas, hormonais e ambientais. Eles não veem a orientação sexual como uma escolha.
As evidências sobre o impacto do ambiente social pós-natal na orientação sexual são fracas, especialmente para os homens. Não há evidências substanciais que sugiram que a parentalidade ou as experiências da primeira infância influenciam a orientação sexual, mas a investigação associou a não conformidade de género na infância e a homossexualidade.

## Orientação sexual comparada com identidade de orientação sexual
Muitas vezes, a orientação sexual e a identidade da orientação sexual não são distinguidas, o que pode ter impacto na avaliação precisa da identidade sexual e na capacidade ou não de mudança da orientação sexual; a identidade da orientação sexual pode mudar ao longo da vida de um indivíduo e pode ou não estar alinhada com o sexo biológico, o comportamento sexual ou a orientação sexual real. A orientação sexual é estável e dificilmente muda para a grande maioria das pessoas, mas algumas pesquisas indicam que algumas pessoas podem experimentar mudanças em sua orientação sexual, e isso é mais provável para as mulheres do que para os homens. A Associação Americana de Psicologia distingue entre orientação sexual (uma atração duradoura) e identidade de orientação sexual (que pode mudar em qualquer momento da vida de uma pessoa). Cientistas e profissionais de saúde mental geralmente não acreditam que a orientação sexual seja uma escolha.
A Associação Americana de Psicologia afirma que "a orientação sexual não é uma escolha que pode ser alterada à vontade, e que a orientação sexual é muito provavelmente o resultado de uma interação complexa de fatores ambientais, cognitivos e biológicos... é moldada em uma idade precoce... [e as evidências sugerem] que fatores biológicos, incluindo genéticos ou hormonais inatos, desempenham um papel significativo na sexualidade de uma pessoa". Dizem que “a identidade da orientação sexual — e não a orientação sexual — parece mudar através da psicoterapia, de grupos de apoio e de acontecimentos da vida”. A Associação Psiquiátrica Americana diz que os indivíduos podem "se dar conta, em diferentes momentos de suas vidas, de que são heterossexuais, gays, lésbicas ou bissexuais" e "se opõe a qualquer tratamento psiquiátrico, como terapia 'reparadora' ou 'de conversão', que se baseia na suposição de que a homossexualidade em si é um transtorno mental, ou com base em uma suposição prévia de que o paciente deve mudar sua orientação homossexual". Eles, no entanto, encorajam a psicoterapia afirmativa gay.

## Ambiente pré-natal
A influência dos hormônios no desenvolvimento do feto tem sido a hipótese causal mais influente do desenvolvimento da orientação sexual. Em termos simples, o desenvolvimento do cérebro fetal começa em um estado típico "feminino". A presença do cromossomo Y nos machos estimula o desenvolvimento dos testículos, que liberam testosterona, o principal hormônio ativador do receptor de andrógeno, para masculinizar o feto e o cérebro fetal. Esse efeito masculinizante empurra os homens em direção a estruturas cerebrais típicas masculinas e, na maioria das vezes, à atração por mulheres. Foi levantada a hipótese de que homens gays podem ter sido expostos a níveis mais baixos de testosterona em regiões-chave do cérebro, ou tiveram diferentes níveis de receptividade aos seus efeitos masculinizantes, ou experimentaram flutuações em momentos críticos. Nas mulheres, há a hipótese de que altos níveis de exposição à testosterona em regiões-chave podem aumentar a probabilidade de atração pelo mesmo sexo.
A apoiar isto estão estudos sobre a proporção dos dedos da mão direita, um suposto marcador da exposição pré-natal à testosterona (no entanto, a investigação subsequente tem sido crítica quanto à utilização da proporção dos dedos como marcador). Em média, descobriu-se que as lésbicas tinham proporções de dígitos significativamente mais masculinas, uma descoberta que foi replicada inúmeras vezes em estudos transculturais, mas às vezes contrariada, como quando a etnia é levada em consideração. Embora os efeitos directos sejam difíceis de medir por razões éticas, as experiências com animais em que os cientistas manipulam a exposição a hormonas sexuais durante a gestação também podem induzir comportamentos e monta tipicamente masculinos ao longo da vida em animais fêmeas, e comportamentos tipicamente femininos em animais machos.
As respostas imunes maternas durante o desenvolvimento fetal são fortemente demonstradas como causadoras da homossexualidade e bissexualidade masculina. Pesquisas realizadas desde a década de 1990 demonstraram que quanto mais filhos homens uma mulher tem, maior a chance de os filhos mais tarde serem gays. Durante a gravidez, células masculinas entram na corrente sanguínea da mãe, sendo estranhas ao seu sistema imunológico. Em resposta, ela desenvolve anticorpos para neutralizá-los. Esses anticorpos são então liberados em futuros fetos masculinos e podem neutralizar antígenos ligados ao Y, que desempenham um papel na masculinização do cérebro, deixando áreas do cérebro responsáveis pela atração sexual na posição típica feminina, ou atraídas por homens. Quanto mais filhos uma mãe tiver, maiores serão os níveis desses anticorpos, criando assim o efeito observado de ordem de nascimento fraterna. As evidências bioquímicas que apoiam este efeito foram confirmadas num estudo laboratorial em 2017, que descobriu que as mães com um filho gay, particularmente aquelas com irmãos mais velhos, tinham níveis mais elevados de anticorpos para a proteína Y NLGN4Y do que as mães com filhos heterossexuais. J. Michael Bailey descreveu as respostas imunes maternas como “causais” da homossexualidade masculina. Estima-se que este efeito seja responsável por entre 15-29% dos homens gays, enquanto outros homens gays e bissexuais são considerados como devedores da orientação sexual a interações genéticas e hormonais.
As teorias de socialização, que eram dominantes na década de 1900, favoreciam a ideia de que as crianças nasciam "indiferenciadas" e eram socializadas em papéis de gênero e orientação sexual. Isso levou a experimentos médicos nos quais recém-nascidos e bebês do sexo masculino eram cirurgicamente redesignados como meninas após acidentes, como circuncisões malfeitas. Esses machos eram então criados e criados como fêmeas, sem contar aos meninos, o que, ao contrário do que se esperava, não os tornava femininos nem atraídos por homens. Todos os casos publicados que fornecem orientação sexual mostraram que o indivíduo se sentiu fortemente atraído por mulheres. O fracasso desses experimentos demonstra que os efeitos da socialização não induzem comportamentos do tipo feminino nos machos, nem os fazem sentir-se atraídos por homens, e que os efeitos organizacionais dos hormônios no cérebro fetal antes do nascimento têm efeitos permanentes. Elas são indicativas de "natureza", não de educação, pelo menos no que diz respeito à orientação sexual masculina.
O núcleo sexualmente dimórfico da área pré-óptica (SDN-POA) é uma região-chave do cérebro que difere entre machos e fêmeas em humanos e em vários mamíferos (por exemplo, ovelhas/carneiros, camundongos, ratos) e é causada por diferenças sexuais na exposição hormonal. A região INAH-3 é maior em homens do que em mulheres e é considerada uma região crítica no comportamento sexual. Estudos de dissecção descobriram que homens gays tinham INAH-3 significativamente menor do que homens heterossexuais, o que é deslocado na direção típica feminina, uma descoberta demonstrada pela primeira vez pelo neurocientista Simon LeVay, que foi replicada. Estudos de dissecção são raros, no entanto, devido à falta de financiamento e de amostras de cérebro.
Estudos de longo prazo com ovelhas domesticadas descobriram que 6-8% dos carneiros têm uma preferência homossexual ao longo da vida. A dissecção de cérebros de carneiros também encontrou uma estrutura menor (feminilizada) semelhante em carneiros de orientação homossexual em comparação com carneiros de orientação heterossexual na região cerebral equivalente ao SDN humano, o núcleo sexualmente dimórfico ovino (oSDN).:107–110Também foi demonstrado que o tamanho do oSDN da ovelha é formado no útero, em vez de após o nascimento, ressaltando o papel dos hormônios pré-natais na masculinização do cérebro para atração sexual.
Outros estudos em humanos se basearam na tecnologia de imagens cerebrais, como a pesquisa liderada por Ivanka Savic que comparou os hemisférios do cérebro. Esta pesquisa descobriu que homens heterossexuais tinham o hemisfério direito 2% maior que o esquerdo, descrito como uma diferença modesta, mas "altamente significativa" por LeVay. Em mulheres heterossexuais, os dois hemisférios eram do mesmo tamanho. Nos homens gays, os dois hemisférios também eram do mesmo tamanho, ou atípicos em relação ao sexo, enquanto nas lésbicas, os hemisférios direitos eram ligeiramente maiores que o esquerdo, indicando uma pequena mudança na direção masculina.:112
Um modelo proposto pelo geneticista evolucionista William R. Rice argumenta que um modificador epigenético mal expresso da sensibilidade ou insensibilidade à testosterona que afetou o desenvolvimento do cérebro pode explicar a homossexualidade e pode explicar melhor a discordância dos gêmeos. Rice et al. propõem que essas epimarcas normalmente canalizam o desenvolvimento sexual, prevenindo condições intersexuais na maior parte da população, mas às vezes falhando em apagar ao longo das gerações e causando preferência sexual reversa. Com base na plausibilidade evolutiva, Gavrilets, Friberg e Rice argumentam que todos os mecanismos para orientações homossexuais exclusivas provavelmente remontam ao seu modelo epigenético. Testar esta hipótese é possível com a tecnologia atual de células-tronco.
Há evidências de que mutações em NLGN4X e NLGN4Y estão relacionadas a condições do espectro do autismo e tais condições podem ser elevadas em pessoas assexuadas. Assim, NLGN4X/Y pode afetar o funcionamento neurológico associado, de modo geral, à formação de conexões sociais com outras pessoas, incluindo as sexuais/românticas.

## Não conformidade de gênero na infância
Os pesquisadores descobriram que a não conformidade de gênero na infância (CGN) é o maior preditor da homossexualidade na idade adulta. Homens gays frequentemente relatam ser meninos afeminados, e mulheres lésbicas frequentemente relatam ser meninas masculinas. Nos homens, o CGN é um forte preditor da orientação sexual na idade adulta, mas essa relação não é tão bem compreendida nas mulheres. Mulheres com hiperplasia adrenal congênita (HAC), que afeta a produção de esteroides sexuais, relatam mais comportamentos de brincadeira típicos masculinos e mostram menos interesse heterossexual. Bailey acredita que a não conformidade de gênero na infância é um indicador claro de que a homossexualidade masculina é uma característica inata – resultado de hormônios, genes e outros fatores de desenvolvimento pré-natal. Bailey diz que os meninos são "muito mais punidos do que recompensados" por sua não conformidade de gênero, e que tal comportamento "surge sem incentivo e apesar da oposição", tornando-se "a condição sine qua non do inato". Bailey descreve os rapazes não conformes com o género como “crianças modelo de influências biológicas no género e na sexualidade, e isto é verdade independentemente de medirmos ou não um único marcador biológico”.
Daryl Bem propôs a teoria do "exótico se torna erótico" (EBE) em 1996. Bem argumenta que fatores biológicos, como hormônios pré-natais, genes e neuroanatomia, predispõem as crianças a se comportarem de maneiras que não estão de acordo com o sexo atribuído ao nascimento. Crianças com gênero não conforme geralmente preferem atividades e companheiros de brincadeira do sexo oposto. Eles se tornam alienados de seu grupo de pares do mesmo sexo. À medida que as crianças entram na adolescência, "o exótico torna-se erótico", onde pares do mesmo sexo, diferentes e desconhecidos, produzem excitação, e a excitação geral torna-se erotizada ao longo do tempo. Wetherell et al. afirmam que Bem "não pretende que seu modelo seja uma prescrição absoluta para todos os indivíduos, mas sim uma explicação modal ou média".
Duas críticas à teoria de Bem na revista Psychological Review concluíram que "estudos citados por Bem e pesquisas adicionais mostram que a teoria do exótico se torna erótico não é apoiada por evidências científicas". Bem foi criticado por confiar em uma amostra não aleatória de homens gays da década de 1970 e por tirar conclusões que parecem contradizer os dados originais. Um "exame dos dados originais mostrou que praticamente todos os entrevistados estavam familiarizados com crianças de ambos os sexos", e que apenas 9% dos homens gays disseram que "nenhum ou apenas alguns" dos seus amigos eram homens, e a maioria dos homens gays (74%) relatou ter "um amigo especialmente próximo do mesmo sexo" durante o ensino fundamental. Além disso, "71% dos homens gays relataram se sentir diferentes de outros meninos, mas o mesmo aconteceu com 38% dos homens heterossexuais. A diferença para homens gays é maior, mas ainda indica que se sentir diferente de colegas do mesmo sexo era comum para homens heterossexuais." Bem também reconheceu que homens gays eram mais propensos a ter irmãos mais velhos (o efeito da ordem de nascimento fraternal), o que parecia contradizer uma falta de familiaridade com os homens. Bem citou estudos transculturais que também "parecem contradizer a afirmação da teoria EBE", como a tribo Sambia em Papua Nova Guiné, que segrega os meninos das meninas durante a adolescência e impõe ritualmente atos homossexuais entre os adolescentes (eles acreditam que isso é importante para o potencial de crescimento masculino), mas quando esses meninos atingiram a idade adulta, apenas uma pequena proporção de homens continuou a se envolver em comportamento homossexual - semelhante aos níveis observados nos Estados Unidos. LeVay disse que embora a teoria tenha sido ordenada em uma "ordem crível",:65 a teoria “carece de suporte empírico”.:164 O psicólogo social Justin Lehmiller afirmou que a teoria de Bem recebeu elogios "pela forma como liga perfeitamente as influências biológicas e ambientais" e que "também há algum apoio ao modelo no sentido de que a não conformidade de género na infância é de facto um dos mais fortes preditores da homossexualidade adulta", mas que a validade do modelo "foi questionada por vários motivos e os cientistas rejeitaram-no em grande parte".
Em 2003, Lorene Gottschalk, uma feminista radical autoproclamada, sugeriu que pode haver um viés de relato nas ligações entre a não conformidade de género e a homossexualidade na literatura. Os investigadores exploraram a possibilidade de enviesamento comparando vídeos caseiros da infância com auto-relatos de não conformidade de género, descobrindo que a presença de não conformidade de género era altamente consistente com o auto-relato, surgia cedo e era transportada para a idade adulta.

## Família e educação

### Em geral
Hipóteses sobre o impacto do ambiente social pós-natal na orientação sexual são fracas, especialmente para os homens. Não há evidências substanciais que sugiram que a criação dos filhos ou as experiências da primeira infância influenciam a orientação sexual. Pesquisas relacionaram a não conformidade de gênero na primeira infância e a homossexualidade; homens gays, em média, são significativamente mais femininos desde a primeira infância, enquanto lésbicas são significativamente mais masculinas. Bissexuais também relatam não conformidade de gênero na infância, mas a diferença não é tão grande quanto entre gays e lésbicas. A não conformidade precoce de gênero é uma evidência sugestiva de que as orientações não heterossexuais dependem de fatores biológicos precoces (influência genética, hormônios pré-natais ou outros fatores durante o desenvolvimento fetal), uma vez que esse comportamento sexual atípico surge apesar de não haver incentivo do ambiente social ou dos pais. Pais e adultos podem reagir negativamente a essa não conformidade de gênero em seus filhos, resultando em maiores taxas de maus-tratos. As primeiras hipóteses presumiam que os maus-tratos sofridos na infância por alguns não heterossexuais eram a causa das orientações não heterossexuais, uma teoria que não foi apoiada por um exame mais aprofundado.

### Ordem de nascimento fraterna
Desde a década de 1990, um grande volume de pesquisas demonstrou que cada irmão biológico mais velho que um homem tem da mesma mãe aumenta suas chances de ser gay em 28–48%. Esse fenômeno é conhecido como efeito da ordem de nascimento fraterna. A correlação não é encontrada em pessoas com irmãos adotivos ou meio-irmãos mais velhos, o que leva os cientistas a atribuir isso a uma resposta imunológica materna ao desenvolvimento de fetos masculinos, em vez de um efeito social. Estima-se que entre 15% e 29% dos homens gays devem sua orientação a esse efeito, embora esse número possa ser maior quando se consideram abortos espontâneos de fetos masculinos (que não podem ser considerados nos cálculos). Em 2017, foram encontradas evidências bioquímicas do efeito, demonstrando que mães de filhos, particularmente aquelas com filhos gays, tinham níveis significativamente mais altos de anticorpos para proteínas NLGN4Y masculinas do que mães sem filhos. O biólogo Jacques Balthazart disse que a descoberta "acrescenta um capítulo significativo às evidências crescentes que indicam que a orientação sexual é fortemente influenciada por mecanismos biológicos pré-natais e não por fatores não identificados na socialização". O efeito é um exemplo de uma influência não genética na orientação sexual masculina que ocorre no ambiente pré-natal. O efeito não significa que todos ou a maioria dos filhos serão gays após várias gestações masculinas, mas sim que as probabilidades de ter um filho gay aumentam de aproximadamente 2% para o primeiro filho, para 3% para o segundo, 5% para o terceiro (e torna-se mais forte com cada feto masculino sucessivo).

## Meninos que foram cirurgicamente designados e criados como meninas
Entre as décadas de 1960 e 2000, muitos recém-nascidos e bebés do sexo masculino foram cirurgicamente redesignados como meninas se tivessem nascido com pénis malformados ou se tivessem perdido os seus pénis em acidentes.:72–73 Muitos cirurgiões acreditavam que esses homens seriam mais felizes se fossem social e cirurgicamente designados como mulheres. Em todos os sete casos publicados que forneceram informações sobre orientação sexual, os sujeitos cresceram sentindo-se fortemente atraídos por mulheres. Em Psychological Science in the Public Interest, seis cientistas, incluindo J. Michael Bailey, afirmam que isso estabelece um forte argumento de que a orientação sexual masculina é parcialmente estabelecida antes do nascimento:
Este é o resultado que esperaríamos se a orientação sexual masculina fosse inteiramente devido à natureza, e é o oposto do resultado esperado se fosse devido à criação, em cujo caso esperaríamos que nenhum desses indivíduos fosse predominantemente atraído por mulheres. Eles mostram o quão difícil é descarrilar o desenvolvimento da orientação sexual masculina por meios psicossociais.
Eles argumentam ainda que isso levanta questões sobre a importância do ambiente social na orientação sexual, afirmando: "Se não é possível fazer com que um homem se sinta atraído por outros homens cortando seu pênis na infância e criando-o como uma menina, então que outra intervenção psicossocial poderia plausivelmente ter esse efeito?" É afirmado ainda que nem a extrofia cloacal (resultando em um pênis malformado), nem acidentes cirúrgicos, estão associados a anormalidades de andrógenos pré-natais, portanto, os cérebros desses indivíduos eram organizados como homens ao nascer. Seis dos sete foram identificados como homens heterossexuais no acompanhamento, apesar de terem sido alterados cirurgicamente e criados como mulheres, com os pesquisadores acrescentando: "as evidências disponíveis indicam que, em tais casos, os pais estão profundamente comprometidos em criar essas crianças como meninas e da maneira mais típica possível em termos de gênero". Bailey et al. descrevem a ocorrência dessas redesignações de sexo como "o quase perfeito quase-experimento" na medição do impacto da "natureza" versus "educação" no que diz respeito à homossexualidade masculina.

## Abuso sexual infantil, molestamento ou experiências precoces
A hipótese de que o abuso sexual, a molestação ou a experiência sexual precoce causam a homossexualidade tem sido objeto de especulação, mas não tem suporte científico.:20 Em vez disso, pesquisas demonstraram que pessoas não heterossexuais, especialmente homens, têm maior probabilidade de serem alvos de abuso sexual na infância devido ao seu comportamento não conforme com o gênero, que é visível desde cedo e é um forte indicador de homossexualidade adulta. Como essa não conformidade de gênero muitas vezes os torna identificáveis, eles podem ser especialmente suscetíveis a experiências com pessoas do mesmo sexo, mesmo em tenra idade, pois podem ser reconhecidos por indivíduos oportunistas mais velhos, ou podem ser vítimas de outros que não gostam da não conformidade de gênero. O abuso sexual infantil geralmente inclui uma variedade de experiências diferentes, geralmente antes dos 18 anos, não apenas na primeira infância. Os homens gays são mais propensos a se envolver em relacionamentos com discrepâncias de idade durante a adolescência devido à ocultação de sua orientação sexual e à falta de parceiros disponíveis, o que pode ser qualificado como abuso sexual, mas não é evidência de uma "causa" de sua orientação sexual.:83
Evidências transculturais também contradizem a noção de que um primeiro encontro sexual influencia a orientação sexual final de uma pessoa. Entre os Sambia da Nova Guiné, a partir dos 7 aos 10 anos, todos os rapazes são obrigados a envolver-se em contactos sexuais rituais com rapazes mais velhos durante vários anos antes de terem qualquer acesso às raparigas, mas a grande maioria destes rapazes torna-se homens heterossexuais,:20 enquanto apenas um pequeno número de homens tem orientações homossexuais, num nível semelhante ao encontrado nas culturas ocidentais.:130–131
Além disso, estudos de longo prazo com estudantes britânicos que frequentavam internatos de um só sexo, onde o comportamento homossexual ocorre em taxas elevadas, descobriram que esses estudantes não tinham mais probabilidade de serem gays do que os estudantes que não frequentavam essas escolas.:20
A hipótese para as mulheres é que o abuso sexual as tornaria avessas aos homens, fazendo com que buscassem conforto com as mulheres, mas que de alguma forma faria com que os homens se sentissem atraídos pelo mesmo sexo, o que foi descrito como contraditório. Há evidências de que a orientação sexual feminina pode ser afetada por influências externas ou sociais. No entanto, há vários outros fatores de confusão que podem distorcer a pesquisa e impedir que conclusões fortes sejam tiradas. Estes incluem traços de personalidade, como o nível de simpatia ou a propensão para correr riscos, que se revelaram mais acentuados em estudos sobre lésbicas; isto pode torná-las mais suscetíveis a abusos. Uma revisão de 2016, elaborada por seis especialistas nas áreas da genética, psicologia, biologia, neurociência e endocrinologia, concluiu que eles favoreciam as teorias biológicas para explicar a orientação sexual e que, em comparação com os homens, "também seria menos surpreendente para nós (e para os outros) descobrir que o ambiente social afeta a orientação sexual feminina e o comportamento relacionado", mas "essa possibilidade deve ser cientificamente apoiada e não assumida".
Um estudo de 2013, "Os maus-tratos na infância afetam a orientação sexual?", realizado por Roberts et al., relatou que o abuso sexual pode afetar homens e não mulheres. Segundo o neurocientista Simon LeVay, surgiu uma controvérsia porque a conclusão se baseou numa técnica estatística invulgar e argumenta-se que ela não a aplicou correctamente.:20 Este estudo foi fortemente criticado por fazer suposições injustificadas na regressão instrumental estatística. Uma crítica de J. Michael Bailey e Drew Bailey diz: "Os resultados de Roberts et al. não só não fornecem suporte para a ideia de que os maus-tratos na infância causam a homossexualidade adulta, como o padrão de diferenças entre homens e mulheres é o oposto do que deveria ser esperado com base em melhores evidências." Bailey afirma que a regressão instrumental e a análise de Robert foram "quase certamente violadas" pelo fator de confusão dos genes compartilhados entre pais e filhos (Roberts usou características parentais como instrumentos em sua análise, que são fortemente distorcidas pelos efeitos genéticos comportamentais para depressão e neuroticismo, que as crianças também herdam). Ao controlar os fatores de confusão genéticos, a ligação entre o abuso sexual e a não heterossexualidade adulta em homens pode ser reduzida a zero. Além disso, Bailey et al. argumentam que todas as pesquisas anteriores demonstraram que seria a orientação sexual das mulheres, não dos homens, que pode responder às influências psicossociais e, portanto, é improvável que o abuso sexual afete de alguma forma a orientação sexual dos homens e não a das mulheres. Bailey conclui que a conclusão de Roberts não se enquadra bem na experiência dos homens gays, que geralmente sentem atração pelo mesmo sexo muito antes de sua primeira experiência sexual, que há "evidências convincentes de que a orientação sexual masculina é fixada no início do desenvolvimento, provavelmente antes do nascimento e certamente antes que a adversidade na infância possa afetá-la de forma plausível", e que "pesquisas anteriores são inconsistentes com a hipótese de que as experiências da infância desempenham um papel causal significativo na orientação sexual adulta, especialmente em homens". Em relação à evolução humana, não foi fornecido nenhum mecanismo plausível para explicar por que os homens responderiam ao abuso tornando-se homossexuais.
Em 2016, LeVay relatou que outro grupo de pesquisa encontrou evidências "apoiando a ideia original" de que o aumento da taxa de abuso sexual infantil entre homens gays se deve inteiramente ao fato de serem alvos por seu comportamento infantil não conformista em relação ao gênero.:20 Esta pesquisa descobriu que homens gays, bissexuais e heterossexuais que não se conformavam com o gênero na infância tinham a mesma probabilidade de relatar abuso sexual na infância, enquanto homens gays, bissexuais e heterossexuais que eram tipicamente masculinos na infância tinham significativamente menos probabilidade de relatar abuso sexual. Além disso, um número significativo de heterossexuais sofre abuso sexual na infância e, mesmo assim, cresce e se torna heterossexual. LeVay conclui que “o peso da evidência não apoia a noção de que o abuso infantil é um fator causal no desenvolvimento da homossexualidade”.:20
Outros factores de confusão também distorcem a investigação, incluindo a subnotificação de abusos por parte dos heterossexuais, o que é um problema particularmente comum entre os homens heterossexuais, enquanto os não heterossexuais podem ser mais propensos a serem honestos sobre terem sofrido abusos ao lidarem com a sua atracção pelo mesmo sexo.:83 Minorias sexuais também podem ser vítimas de estupro corretivo (ou estupro homofóbico), um crime de ódio no qual alguém é abusado sexualmente por causa de sua orientação sexual ou identidade de gênero percebida. A consequência comum pretendida da violação, tal como é vista pelo perpetrador, é tornar a vítima heterossexual ou impor a conformidade com estereótipos de género. Além disso, os estudos que se baseiam em amostras de conveniência podem resultar em taxas mais elevadas de abuso, que têm validade limitada na descrição das taxas de abuso na população em geral.
Abuso sexual infantil, quando definido como "experiências sexuais com um adulto ou qualquer outra pessoa menor de 18 anos, quando o indivíduo não queria a experiência sexual ou era muito jovem para saber o que estava acontecendo", é uma combinação de várias experiências diferentes, provavelmente com causas e efeitos diferentes. Isto pode incluir experiências sexuais de crianças muito novas para terem compreendido o que estava a acontecer, e as experiências sexuais de adolescentes tardios que compreenderam essas experiências mas não as queriam, bem como experiências abusivas com o mesmo sexo e com o sexo oposto.:83
A Associação Psiquiátrica Americana afirma: "...nenhuma causa psicossocial ou dinâmica familiar específica para a homossexualidade foi identificada, incluindo histórias de abuso sexual na infância". Os cientistas que investigam a orientação sexual favorecem as teorias biológicas, cujas provas têm vindo a acumular-se após um fracasso a longo prazo na demonstração da influência do ambiente social pós-natal na orientação sexual, e isto é especialmente verdade no caso dos homens.

## Disruptores químicos
Compostos ambientais, como amaciantes de plástico (ésteres de ftalato), que são produtos químicos ambientais penetrantes com efeitos antiandrogênicos, podem interferir na diferenciação sexual do cérebro humano durante o desenvolvimento pré-natal. Os investigadores estão a investigar a exposição a estes desreguladores endócrinos durante a gravidez e a orientação sexual posterior dos descendentes, embora os cientistas alertem que ainda não é possível tirar conclusões. Os registos históricos indicam que as pessoas homossexuais estavam presentes e eram reconhecidas em muitas épocas, culturas e lugares antes da industrialização.
Entre 1939 e 1960, cerca de dois milhões de gestantes nos Estados Unidos e na Europa receberam prescrição de um estrogênio sintético conhecido como dietilestilbestrol (DES), na crença de que ele evitaria abortos espontâneos. O DES não preveniu o aborto espontâneo, mas, segundo consta, aumentou a probabilidade de bissexualidade e homossexualidade nas filhas de mulheres que receberam o medicamento.

## Outro
O cientista de dados Seth Stephens-Davidowitz relatou que a prevalência real de homens gays não parece variar entre os estados dos EUA porque a porcentagem de pesquisas de pornografia na Internet relacionadas a pornografia gay masculina é quase a mesma em todos os estados, cerca de 5%. Com base nisso, ele acredita que a migração de homens gays para as cidades é exagerada e diz que em estados onde há um estigma social contra a homossexualidade, "muitos mais homens gays estão no armário do que os que estão fora".:9